# Михъях
Михъях (Мин-Ях) — река в Томской области России. Устье реки находится в 192 км по правому берегу реки Ларьёган. Длина реки составляет 23 км. В двух километрах от устья имеет правый приток — Копейкина. В пяти километрах от устья слева впадает Осиновая река.

## Данные водного реестра
По данным государственного водного реестра России относится к Верхнеобскому бассейновому округу, водохозяйственный участок реки — Обь от впадения реки Васюган до впадения реки Вах, речной подбассейн реки — Васюган. Речной бассейн реки — (Верхняя) Обь до впадения Иртыша.